# Santiago de Jerez
Santiago de Jerez, o bien en la grafía antigua como Santiago de Xerez, era la capital de la nueva tenencia de gobierno de Santiago de Jerez desde el 13 de enero de 1596 y fue una ciudad fundada en 1580 en el territorio nominal de la entonces tenencia de gobierno del Guayrá hasta que fuera abandonada y luego refundada en 1593, pasando a depender de la tenencia de gobierno general de Asunción pero cuya jurisdicción se separaría en el año citado para tener un propio teniente de gobernador, siendo todos estos territorios de la gobernación del Río de la Plata y del Paraguay —dentro del gran Virreinato del Perú— y escindida esta última por real orden de 1617 y fácticamente desde 1618, Santiago de Jerez pasaría a la dependencia administrativa de la nueva gobernación del Paraguay.
En el año 1640, algunos pobladores del último emplazamiento —en gran parte oriundos de las abandonadas Villa Rica del Espíritu Santo en 1632 y Ciudad Real en 1638— que fueron desterrados y tras un prolongado éxodo, se instalaron en el tercer emplazamiento de Villarrica. En 1642, esta última se volvería a mudar sucesivamente hasta su definitiva y séptima ubicación en 1683, en la presente ciudad paraguaya homónima. Las ruinas de la penúltima ubicación o tercer emplazamiento de Santiago de Jerez se encuentran a 15 km noroeste de la ciudad de Aquidauana, en la Fazenda Volta Grande, las cuales comenzaron a excavarse en el año 2008. Santiago de Jerez, como las reducciones de San Ignacio Miní I, Nuestra Señora de Loreto del Pirapó, Ciudad Real del Guayrá, entre otras, formó parte de un glacis defensivo español para contener los avances portugueses hacia el oeste y el sur.

## Historia

### Primera fundación por Díaz de Melgarejo
El origen de Santiago de Jerez se confunde, en parte, con el de la antigua Villa Rica del Espíritu Santo en el Guayrá —actual estado brasileño de Paraná— ya que el mismo fundador erigió a ambas ciudades que fueron pobladas por los mismos habitantes que sufrieron continuos desplazamientos.
Luego de derrotar al cacique guaraní Oberá en 1579, el gobernador Juan de Garay decidió fundar una ciudad en la región centro sur, próxima a la entonces «Laguna de Jarayes o Xarayes» —actual Gran Pantanal— en el alto río Paraguay, zona que recibió el nombre de «Campos de Xerez».
Garay designó al ya anciano capitán Ruy Díaz de Melgarejo para realizar la tarea. Este partió de Asunción en 1580 con 60 soldados españoles y escogió un sitio a la altura del paralelo 19° S —Félix de Azara lo detalla en 19° 25′ 20″ S— en territorio de los ñuaras, sobre una loma suave en la ribera derecha u oriental del río Mbotetey —actual río Miranda— que desemboca en el río Paraguay por su lado este.
Los indígenas de la región, los ñuaras y los guasarapós, opusieron resistencia, pero no lograron impedir la fundación. Sin embargo, la ciudad fue prontamente abandonada por sus habitantes por carecer la región de minas y tráfico comercial y ser hostilizada por los guatós, guapís, guanchos y los guetes (guaycurúes).

### Segunda fundación por Díaz de Guzmán
El 1 de febrero había tomado posesión solemne a nombre del rey Felipe II, y a pedido de varios caciques y con acuerdo del cabildo de Ciudad Real del Guayrá, de las provincias de Ñuarás y las comarcas de Cutaguás, Cumimas y otras. La nueva ciudad conformada por el fuerte y el poblado, fue separada de la jurisdicción de Ciudad Real y puesta bajo la del Cabildo de Asunción y su fundación respondía a la necesidad de tener una capital para la «Provincia de Nueva Andalucía». Los habitantes originales fueron guayreños de Ciudad Real y de Villa Rica del Espíritu Santo, llevados compulsivamente. Díaz de Guzmán gastó 12 000 pesos de su pecunio en la fundación.
El 24 de marzo de 1593 el capitán Ruy Díaz de Guzmán —que rebautizó al territorio de los Ñuarás el 18 de marzo como «Provincia de Nueva Andalucía» y que había sido llamada con anterioridad por Irala como Nueva Vizcaya— acompañado de treinta guayreños y cumpliendo órdenes del adelantado Juan Torres de Vera y Aragón, refundó la ciudad de Santiago de Jerez a la que también llamaron «Jerez Ñu», en un nuevo emplazamiento ubicado a media legua del puerto de San Matías, sobre la margen derecha del entonces «Río Muney», también conocido como «San Salvador» o «Yaguarí» —actual río Ivinhema— un afluente occidental del río Paraná, en tierra de los gualachíes.
El emplazamiento estaba ubicado en el presente Parque Estadual das Várzeas do Rio Ivinhema, específicamente en zona de la actual localidad de Pôrto Perobá que está localizado a 53 km estenordeste de la ciudad de Naviraí que está en el municipio homónimo.

Soldados, hijosdalgo, caballeros y hombres buenos: esto hecho en nombre de nuestro Rey e señor natural don Felipe de Austria, a quien Nuestro Señor muchos años guarde si hay alguno entre todos los que presente estáis que me contradiga esta fundación e población de esta ciudad de Santiago de Jerez, demándemelo luego y ponga la contradicción en forma que yo estoy presto a alegar de mi justicia e de la responder e convencer en juicio.
Parte del Acta de Fundación de Santiago de Jerez firmado por Díaz de Guzmán

El capitán Díaz de Guzmán realizó el acto formal de fundación en nombre de Dios y de la Virgen de la Anunciación. Según prescribían las Leyes de Indias, hizo clavar un madero en el lugar de la plaza de armas, y con su espada cortó una rama de él. Luego fue elegido el cabildo y regimiento de la ciudad, siendo electos por alcaldes ordinarios el capitán Bernabé de Contreras y Andrés Díaz, y como regidores, el capitán Pedro Hurtado de Mendoza, Domingo Machado, Juan de Alvear de Zúñiga y Francisco de Escobar, y como procurador, Francisco Morínigo. Díaz de Guzmán nombró alguacil mayor al alférez Juan de Guzmán.

### El primer teniente de gobernador de Santiago de Jerez
El lugarteniente de la gobernación Íñigo Ramírez de Velasco asignó en Asunción a Ruy Díaz de Guzmán como teniente de gobernador de Santiago de Jerez el 13 de enero de 1596. Con su esposa e hijos se avecindaron en la nueva ubicación de la ciudad.
Tres años después acompañaría al teniente de gobernador general de Asunción, Francés de Beaumont y Navarra, a la ciudad de Santa Fe y luego pasaron a la nueva fundación de la ciudad de Buenos Aires, en donde estuvo empleado en el fuerte tres años. En su lugar dejó como nuevo teniente de gobernador al capitán Díaz.

### Tercer emplazamiento de la ciudad por Díaz
En 1599 un ataque de los gualachíes hizo que el entonces teniente de gobernador Andrés Díaz, y por instrucciones de su antecesor Díaz de Guzmán, la trasladara por orden del gobernador Hernandarias a un nuevo emplazamiento ubicado entre la margen derecha del «Río Mondego», que también era llamado «Mbotetey», «Corrientes», «Bitetey» o «de los Apóstoles» —actualmente río Miranda— y el río Aquidauana, entre las actuales ciudades de Aquidauana y Miranda.
En el año 1601 el Cabildo local presentó ante el gobernador en Asunción la necesidad del traslado de la ciudad por su fatal estado pero el gobierno de Asunción se opuso al traslado, y en 1602 el vecino Jerónimo López suplicó socorro ante la Real Audiencia de Charcas, y por tal motivo fue demandado por el entonces procurador de Santiago de Jerez. En 1605, luego de una expedición contra los ñuaras, la despoblarían de muchas mujeres y niños para su protección, por lo cual se quedó con solo 15 hombres de armas, además de carecer de sacerdotes.
Las ruinas de Santiago de Jerez en el presente se encuentran a 15 km noroeste de la ciudad de Aquidauana, específicamente en la Fazenda Volta Grande, las cuales comenzaron a excavarse en 2008.

### Cuarto emplazamiento urbano por Frías
El 1623, ante el ataque de los payaguás, un cabildo abierto de los pobladores decidió trasladar la ciudad a un nuevo emplazamiento en la zona de Yaguarí, pero el gobernador expresó que no podría realizarse hasta que él lo efectuara personalmente y el traslado no se concretó. Los motivos para el traslado fueron expresados:

Los motivos que alegaran pª. mudarse era hallarse la Ciudad de Xerez en mucho peligro por las muchas naciones de Yndios circunvesinos y otros com quienes se comunican y están confederados, y por la poca vezindad de Españoles que hay en la dha Ciudad pª. su defensa. 2°. Por ser el sitio muy enfermo assi pª. Españoles como para los naturales, donde se han consumido gran suma de estos y assi ha mucho tiempo desean la mudanza â sitio, mas sano y de mas comodidades, donde puedan tener sementeras y ganados pª. su sustento, porque en su sitio no se da bien lo suso dha.

En 1625 el gobernador Manuel de Frías dio licencia para trasladar el pueblo a los llanos de Yaguarí, una chapada o meseta de la sierra de Amambay. Sin embargo, este último traslado es puesto en duda por muchos historiadores que afirman que no ocurrió.
Mientras se producía el éxodo guayreño, desde los saltos del Guairá el superior jesuita Antonio Ruiz de Montoya, a petición del regidor de Santiago de Jerez, envió a los padres belgas João Rançonnier y Justo van Surk —que castellanizaron sus nombres en el padre Ferrer y el padre Mansilla— para explorar la región de Itatín en 1631. Van Surk quedó como superior de esa misión en colaboración de los sacerdotes Rançonnier, el español Ignacio Martínez y el francés Nicolás Henard.

### Abandono de Santiago de Jerez
En 1632 los bandeirantes y mamelucos luso-brasileños Ascenso Ribeiro y André Fernandes, procedentes de San Pablo atacaron, en alianza con los indígenas mbayaes, o bien caduveos procedentes del Chaco Boreal, la región de Itatín en busca de esclavos y destruyeron las cuatro reducciones jesuitas recién fundadas: Ángeles de Tacuaty, San Benito de Yaray, San José de Yacaray y Natividad de Nuestra Señora de Taragüí, obligándoles a desplazarse hacia el sur. Los escasos habitantes de Santiago de Jerez, capitularon en 1640 que se les unieron y despoblaron la ciudad yéndose con ellos.
Otros relatos poco creíbles sitúan el abandono de la ciudad en otros años:

Os Paulistas, depois de terem penetrado alem das plañidas de Piratininga, atravessarão o Rio Pardo, antes do anno de 1626, passarão as barras dos ríos Anhandry e Anhamboby, e chegando a hum lugar chamado a Vacaría, na margem septentrional do Rio Imbotetiu, hoje denominado Mondego, a veinte legoas da sua embocadura, destruirão a cidade de Xerez, que os Hespanhoes do Paraguay tinhão fundado e cujas ruinas subsistirão por muito tiempo.
Francisco S. Constancio, Historia do Brasil, página 67, tomo II

### Éxodo de sus habitantes hacia el sur
Algunos pobladores hispanos del último emplazamiento —en gran parte oriundos de los anteriormente abandonados poblados de la tenencia de gobierno del Guayrá: Villa Rica del Espíritu Santo en 1632 y Ciudad Real en 1638— que fueron desterrados por los bandeirantes y sus aliados guaycurúes, y tras un prolongado éxodo, se mudaron al tercer emplazamiento de Villarrica, que por gestión del gobernador paraguayo Martín de Ledesma Valderrama la había dejado instalada en los campos de Yaru, ubicados al sur del río Amambaí, al este del río Iguatemí —en la misma orilla que los portugueses, más de un siglo después, fundarían al futuro y efímero «Fuerte de Iguatemí», en el extremo meridional del actual estado brasileño de Mato Grosso del Sur— y al oeste del río Paraná.
En 1642, esta última se volvería a mudar hacia la sierra de Amambay —cerca de la posterior villa de Curuguaty, y en la presente República del Paraguay— luego tendría una quinta mudanza en 1674 —en la actual Itapé— para pasar al río Tobatyry, un afluente del río Manduvirá —en la actual Coronel Oviedo— en 1678 y por último, a su definitiva y séptima ubicación en 1683, en la presente ciudad paraguaya de Villarrica.

### Ocupación portuguesa de las ruinas urbanas
En el año 1673 los aborígenes mbayaes destruyeron la abandonada ciudad, pero en 1688 los luso-brasileños ocuparon sus ruinas, por lo que el gobernador paraguayo Francisco de Monforte emprendió una campaña contra los mamelucos intentando recuperar sin éxito la zona de Santiago de Jerez. El gobernador Baltazar García Ros, a finales de 1707, aprestó una expedición para lo mismo, que luego no partió por haberlo sucedido en el gobierno Manuel de Robles Lorenzana.
Por el Tratado de Madrid de 1750, el límite entre los imperios coloniales de España y de Portugal, al abolir la línea del Tratado de Tordesillas, afectó a la gobernación del Paraguay con el litigio de la provincia del Itatín por diferentes interpretaciones al discrepar ambas potencias sobre la ubicación del río Igurey que según los hispanos era el actual río Ivinhema.
Luego de la firma del Tratado de San Ildefonso en 1777, entre España y Portugal, este último tomó posesión definitiva de la zona en 1778, fundando en el lugar del cuarto emplazamiento de Santiago de Jerez, la villa de Nossa Senhora do Carmo do Rio Imbotetim sobre el «Río Botetim, Imbotetim o Mondego» —actualmente llamado río Miranda— por orden del capitán general del Mato Grosso.
En el año 1797 se estableció en la ciudad un presidio al que llamaron «Fuerte de Miranda», nombre que abarcó al poblado y se conservaría hasta la actualidad con la ciudad brasileña homónima.